# 846 Lipperta
846 Lipperta är en asteroid i huvudbältet som upptäcktes den 26 november 1916 av den svenske astronomen Walter Gyllenberg. Asteroidens preliminära beteckning var 1916 AT. Asteroiden fick senare namn efter den tyske köpmannen Eduard Lippert.
Lippertas senaste periheliepassage skedde den 12 september 2021. Beräkningar av asteroidens rotationstid tyder på en så pass lång rotationstid som 1641 (± 30 procent) timmar.
Lipperta räknas till Themis-familjen, en familj som lånat sitt namn från prototypen 24 Themis. Kännetecknande för Themis-asteroiderna är följande banelement:
- Halva storaxeln är 3,08 – 3,24 AU
- Excentriciteten är 0,09 – 0,22
- Banans inklination är mindre än 3°